# Mißbrauch der Amtsgewalt
Das österreichische Strafgesetzbuch definiert den mit Freiheitsstrafe bedrohten allgemeinen Amtsmissbrauch in § 302 StGB – Mißbrauch der Amtsgewalt – als Vorsatz eines Beamten, seine Befugnis, im Namen des Bundes, eines Landes, eines Gemeindeverbandes, einer Gemeinde oder einer anderen Person des öffentlichen Rechtes als deren Organ in Vollziehung der Gesetze Amtsgeschäfte vorzunehmen, wissentlich zu missbrauchen, um dadurch einen anderen an seinen Rechten zu schädigen.
Darüber hinaus werden in den §§ 302–313 (Abschnitt 2) StGB weitere Amtsdelikte definiert.